# Indy Lights 2009
De Indy Lights 2009 was het vierentwintigste kampioenschap van de Indy Lights. Het kampioenschap werd gewonnen door de Amerikaanse coureur J.R. Hildebrand die uitkwam voor Andretti Green Racing/AFS Racing.

## Teams en rijders
Alle teams reden met een Dallara IPS-chassis en met een 3.5 L Infiniti V8-motor.
| Team                      | Nr | Rijder             | Sponsor(s)                              | Opmerkingen |
| ------------------------- | -- | ------------------ | --------------------------------------- | --- |
| Team Moore Racing         | 2  | Andrew Prendeville | Xtreme Coil Drilling                    | |
| Brian Stewart Racing      | 3  | Sergey Mokshantsev | Russia                                  | Miste de races Freedom 100 en Edmonton heeft niet meer deelgenomen sinds Kentucky                                             |
| Brian Stewart Racing      | 33 | Pablo Donoso       |                                         | Reed alleen de eerste vier races                                                                                              |
| Guthrie Meyer Racing      | 4  | Sean Guthrie       |                                         | Team werd opgedoekt op 26 mei 2009. Guthrie werd voor onbepaalde tijd geschorst na Kansas. Jackson reed de eerste vier races. |
| Guthrie Meyer Racing      | 49 | Jesse Mason        |                                         | Team werd opgedoekt op 26 mei 2009. Guthrie werd voor onbepaalde tijd geschorst na Kansas. Jackson reed de eerste vier races. |
| Guthrie Meyer Racing      | 59 | Alistair Jackson   | Moyvalley Golf & Hotel Resort           | Team werd opgedoekt op 26 mei 2009. Guthrie werd voor onbepaalde tijd geschorst na Kansas. Jackson reed de eerste vier races. |
| RLR/Andersen Racing       | 5  | Mario Romancini    | Revita / Win Brazil / Allied / RLR      | |
| RLR/Andersen Racing       | 6  | Pablo Donoso       | Allied Interior Products                | Reed alleen in Kentuky |
| RLR/Andersen Racing       | 6  | Alistair Jackson   | Moyvalley Golf & Hotel Resort / Allied  | Reed alleen in Indianapolis en Watkins Glen                                                                                   |
| RLR/Andersen Racing       | 9  | Alistair Jackson   | Moyvalley Golf & Hotel Resort / Allied  | Reed in Toronto t/m Sonoma |
| RLR/Andersen Racing       | 9  | Jonathan Summerton | Allied Interior Products / Lafarge      | Reed alle races t/m Milwaukee                                                                                                 |
| RLR/Andersen Racing       | 9  | Pablo Donoso       | Allied Interior Products                | Reed alleen in Iowa en Watkins Glen                                                                                           |
| RLR/Andersen Racing       | 9  | Sean Guthrie       | Car Crafters / Allied Interior Products | Reed alleen in Homestead |
| Sam Schmidt Motorsports   | 7  | James Hinchcliffe  | Hinchtown.com                           | |
| Sam Schmidt Motorsports   | 11 | Wade Cunningham    | Lucas Oil                               | |
| Sam Schmidt Motorsports   | 20 | Ana Beatriz        | Healthy Choice                          | Miste alleen de races Milwaukee en Homestead                                                                                  |
| Sam Schmidt Motorsports   | 20 | Logan Gomez        | IZOD / Healthy Choice                   | Reed alleen in Homestead |
| Sam Schmidt Motorsports   | 44 | Gustavo Yacamán    | Crepes & Waffles / Tuvacol              | Miste de race in Chicago |
| HVM Racing                | 8  | Juan Pablo Garcia  | Freightliner                            | Reed alleen in Infineon |
| Panther Racing            | 15 | Martin Plowman     | Zanardi America                         | |
| Panther Racing            | 16 | Pippa Mann         |                                         | |
| Winners Circle Group      | 18 | Junior Strous      | Shell V-Power / Knaus HTP               | Reed alle races t/m Indianapolis                                                                                              |
| FIRST Motorsports         | 19 | Stefan Wilson      | First Motorsports / SWS                 | Reed alleen wegraces en op stratencircuits sloeg Edmonton en Infineon over                                                    |
| Walker Racing             | 19 | Stefan Wilson      | First Motorsports / SWS                 | Reed alleen wegraces en op stratencircuits sloeg Edmonton en Infineon over                                                    |
| Vision Racing             | 21 | James Davison      | People's Liberation                     | |
| Alliance Motorsports      | 24 | Logan Gomez        | Skin Industries                         | Reed alleen in St. Petersburg                                                                                                 |
| Alliance Motorsports      | 24 | Mike Potekhen      | Efusjon Energy Club                     | Reed in Indianapolis, Iowa, Watkins Glen, Kentucky, Mid-Ohio, Infineon, Chicago en Homestead                                  |
| Andretti Green-AFS Racing | 26 | J.R. Hildebrand    | ARPRO                                   | |
| Andretti Green-AFS Racing | 27 | Sebastián Saavedra | Automatic Fire Sprinklers, Inc.         | |
| Bryan Herta Autosport     | 28 | Daniel Herrington  | Le Bleu                                 | |
| Bryan Herta Autosport     | 29 | Felipe Guimarães   |                                         | Reed alleen in Watkins Glen, Mid-Ohio, en Infineon                                                                            |
| Davey Hamilton Racing     | 32 | Brandon Wagner     | Kingdom Racing / Firestone              | Reed in St. Peterburg, Freedom 100, Iowa, Kentucky, Chicago en Homestead                                                      |
| Team PBIR                 | 35 | Charlie Kimball    | Palm Beach International Raceway        | |
| Team PBIR                 | 37 | Jay Howard         | Palm Beach International Raceway        | Reed alleen de eerste vijf races                                                                                              |
| Team PBIR                 | 37 | Pablo Donoso       | Palm Beach International Raceway        | Reed alleen in Milwaukee |
| Team PBIR                 | 37 | Richard Philippe   | Palm Beach International Raceway        | Reed in Watkins Glen en daarna alle races, behalve Homestead                                                                  |
| Genoa Racing              | 36 | Richard Philippe   | Genoa Racing / Funkemotions.com         | Verliet het team na Kansas |
| Genoa Racing              | 36 | Pablo Donoso       | Genoa Racing                            | Reed alleen in Freedom 100 |
| Genoa Racing              | 63 | Duncan Tappy       | Celebfilms.co.uk                        | Reed alleen in St. Peterburg                                                                                                  |
| Genoa Racing              | 63 | Jonathan Bomarito  | Mathiasen Motorsports                   | Reed alleen in Long Beach |
| Genoa Racing              | 63 | Dillon Battistini  | Genoa Racing                            | Reed alleen in Kansas |
| ELFF Racing               | 55 | Rodrigo Barbosa    | ELFF Racing                             | |

## Races
| Race | Datum       | Race Naam                          | Circuit                                | Locatie            |
| ---- | ----------- | ---------------------------------- | -------------------------------------- | ------------------ |
| 1    | 4 April     | St. Pete 100 Race 1                | Stratencircuit Saint Petersburg        | St. Petersburg, FL |
| 2    | 5 April     | St. Pete 100 Race 2                | Stratencircuit Saint Petersburg        | St. Petersburg, FL |
| 3    | 19 April    | Long Beach 100                     | Stratencircuit Long Beach              | Long Beach, CA     |
| 4    | 26 April    | Kansas Lottery 100                 | Kansas Speedway                        | Kansas City, MO    |
| 5    | 22 Mei      | Firestone Freedom 100              | Indianapolis Motor Speedway            | Speedway, IN       |
| 6    | 31 Mei      | Husar's House of Fine Diamonds 100 | Milwaukee Mile                         | West Allis, WI     |
| 7    | 20 Juni     | Miller Lite 100                    | Iowa Speedway                          | Newton, IA         |
| 8    | 4 Juli      | Corning 100                        | Watkins Glen International             | Watkins Glen, NY   |
| 9    | 11 Juli     | Toronto 100                        | Stratencircuit Toronto                 | Toronto, ON        |
| 10   | 25 Juli     | Grand Prix of Edmonton             | Edmonton City Centre Airport (circuit) | Edmonton, Alberta  |
| 11   | 1 Augustus  | Kentucky 100                       | Kentucky Speedway                      | Sparta, KY         |
| 12   | 9 Augustus  | Mid-Ohio 100                       | Mid-Ohio Sports Car Course             | Lexington, OH      |
| 13   | 23 Augustus | Carneros 100                       | Infineon Raceway                       | Sonoma, CA         |
| 14   | 29 Augustus | Chicagoland 100                    | Chicagoland Speedway                   | Joliet, IL         |
| 15   | October 9   | Homestead-Miami 100                | Homestead-Miami Speedway               | Homestead, FL      |

## Uitslagen
| Pos | Rijder             | STP | STP | LBH | KAN | INDY | MIL | IOW | WGL | TOR | EDM | KTY | MDO | SNM | CHI | HMS | Punten |
| --- | ------------------ | --- | --- | --- | --- | ---- | --- | --- | --- | --- | --- | --- | --- | --- | --- | --- | ------ |
| 1   | J.R. Hildebrand    | 3*  | 21  | 1*  | 14  | 2*   | 2   | 6   | 1*  | 2   | 1*  | 171 | 3   | 1*  | 5   | 2*  | 545    |
| 2   | James Davison      | 8   | 17  | 7   | 8   | 6    | 5   | 10  | 2   | 5   | 10  | 4   | 1*  | 3   | 2   | 5   | 447    |
| 3   | Sebastián Saavedra | 26  | 2*  | 8   | 1*  | 5    | 3   | 15  | 18  | 1*  | 3   | 2*  | 18  | 7   | 6   | 3   | 446    |
| 4   | Wade Cunningham    | 16  | 11  | 20  | 2   | 1    | 6   | 2*  | 19  | 7   | 6   | 1   | 14  | 12  | 4*  | 6   | 416    |
| 5   | James Hinchcliffe  | 6   | 3   | 3   | 12  | 16   | 7   | 3   | 21  | 3   | 4   | 7   | 2   | 6   | 12  | 14  | 395    |
| 6   | Mario Romancini    | 9   | 6   | 24  | 3   | 3    | 1*  | 4   | 20  | 6   | 8   | 10  | 17  | 9   | 16  | 1   | 392    |
| 7   | Daniel Herrington  | 7   | 5   | 10  | 6   | 7    | 14  | 9   | 6   | 9   | 9   | 6   | 6   | 11  | 1   | 12  | 383    |
| 8   | Ana Beatriz        | 4   | 23  | 5   | 4   | 17   |     | 1   | 9   | 13  | 12  | 3   | 12  | 5   | 14  |     | 320    |
| 9   | Andrew Prendeville | 17  | 15  | 16  | 9   | 15   | 8   | 11  | 13  | 10  | 7   | 5   | 7   | 13  | 3   | 10  | 313    |
| 10  | Charlie Kimball    | 10  | 7   | 19  | 13  | 13   | 10  | 7   | 4   | 15  | 5   | 18  | 13  | 8   | 7   | 13  | 310    |
| 11  | Martin Plowman     | 15  | 16  | 15  | 5   | 22   | 15  | 8   | 10  | 12  | 13  | 9   | 5   | 10  | 8   | 7   | 298    |
| 12  | Gustavo Yacamán    | 12  | 9   | 9   | 17  | 18   | 4   | 5   | 7   | 8   | 16  | 19  | 10  | 19  |     | 16  | 269    |
| 13  | Richard Philippe   | 19  | 10  | 2   | 24  |      |     |     | 5   | 14  | 2   | 12  | 9   | 4   | 11  |     | 254    |
| 14  | Pippa Mann         | 18  | 24  | 14  | 16  | 21   | 9   | 13  | 14  | 16  | 11  | 15  | 15  | 14  | 9   | 8   | 237    |
| 15  | Rodrigo Barbosa    | 23  | 13  | 25  | 21  | 20   | 12  | DNS | 17  | 17  | 14  | 13  | 19  | 17  | 10  | 15  | 190    |
| 16  | Alistair Jackson   | 11  | 20  | 6   | 20  | 19   |     |     | 15  | 11  | 15  | 14  | 16  | 15  |     |     | 172    |
| 17  | Jonathan Summerton | 2   | 4   | 4   | 7   | 12   | 16  |     |     |     |     |     |     |     |     |     | 162    |
| 18  | Mike Potekhen      |     |     |     |     | 14   |     | 14  | 11  |     |     | 8   | 11  | 16  | 13  | 4   | 157    |
| 19  | Pablo Donoso       | 14  | 26  | 11  | 19  | 9    | 11  | 12  | 8   |     |     | 16  |     |     |     |     | 147    |
| 20  | Junior Strous      | 1   | 1   | 23  | 11  | 10   |     |     |     |     |     |     |     |     |     |     | 146    |
| 21  | Jay Howard         | 5   | 8   | 13  | 10  | 4    |     |     |     |     |     |     |     |     |     |     | 123    |
| 22  | Stefan Wilson      | 13  | 22  | 17  |     |      |     |     | 12  | 4   |     |     | 8   |     |     |     | 112    |
| 23  | Felipe Guimarães   |     |     |     |     |      |     |     | 3   |     |     |     | 4   | 2   |     |     | 107    |
| 24  | Brandon Wagner     | 20  | 18  |     |     | 11   |     | 16  |     |     |     | 11  |     |     | 15  | 17  | 103    |
| 25  | Sergey Mokshantsev | 27  | 14  | 21  | 22  |      | 13  | 17  | 16  | 18  |     |     |     |     |     |     | 92     |
| 26  | Jesse Mason        | 21  | 19  | 12  | 23  | 8    |     |     |     |     |     |     |     |     |     |     | 69     |
| 27  | Sean Guthrie       | 22  | 12  | 22  | 18  |      |     |     |     |     |     |     |     |     |     | 11  | 65     |
| 28  | Logan Gomez        | 24  | 25  |     |     |      |     |     |     |     |     |     |     |     |     | 9   | 33     |
| 29  | Dillon Battistini  |     |     |     | 15  |      |     |     |     |     |     |     |     |     |     |     | 15     |
| 30  | Jonathan Bomarito  |     |     | 18  |     |      |     |     |     |     |     |     |     |     |     |     | 12     |
| 31  | Juan Pablo Garcia  |     |     |     |     |      |     |     |     |     |     |     |     | 18  |     |     | 12     |
| 32  | Duncan Tappy       | 25  | 27  |     |     |      |     |     |     |     |     |     |     |     |     |     | 8      |
| Pos | Rijder             | STP | STP | LBH | KAN | INDY | MIL | IOW | WGL | TOR | EDM | KTY | MDO | SNM | CHI | HMS | Punten |

| Kleur       | Resultaat                       |
| ----------- | ------------------------------- |
| Goud        | Winnaar                         |
| Zilver      | 2de plaats                      |
| Brons       | 3de plaats                      |
| Groen       | 4de en 5de plaats               |
| Lichtblauw  | 6de–10de plaats                 |
| Donkerblauw | Gefinisht (buiten de Top 10)    |
| Paars       | Niet gefinisht                  |
| Rood        | Niet gekwalificeerd (DNQ)       |
| Bruin       | Teruggetrokken (Wth)            |
| Zwart       | Gediskwalificeerd (DSQ)         |
| Wit         | Niet Gestart (DNS)              |
| Blank       | Nam geen deel aan de race (DNP) |
| Blank       | Niet geracet                    |

| Toegevoegde info    |                                                      |
| vet                 | Pole positie (1 punt)                                |
| cursief             | Snelste ronde                                        |
| *                   | Meeste ronden aan de leiding (2 punten)              |
| 1                   | Kwalificatie geannuleerd geen bonuspunten uitgedeeld |
| Rookie van het Jaar |                                                      |
| Rookie              |                                                      |

| Kleur       | Resultaat                       |
| ----------- | ------------------------------- |
| Goud        | Winnaar                         |
| Zilver      | 2de plaats                      |
| Brons       | 3de plaats                      |
| Groen       | 4de en 5de plaats               |
| Lichtblauw  | 6de–10de plaats                 |
| Donkerblauw | Gefinisht (buiten de Top 10)    |
| Paars       | Niet gefinisht                  |
| Rood        | Niet gekwalificeerd (DNQ)       |
| Bruin       | Teruggetrokken (Wth)            |
| Zwart       | Gediskwalificeerd (DSQ)         |
| Wit         | Niet Gestart (DNS)              |
| Blank       | Nam geen deel aan de race (DNP) |
| Blank       | Niet geracet                    |

| Toegevoegde info    |                                                      |
| vet                 | Pole positie (1 punt)                                |
| cursief             | Snelste ronde                                        |
| *                   | Meeste ronden aan de leiding (2 punten)              |
| 1                   | Kwalificatie geannuleerd geen bonuspunten uitgedeeld |
| Rookie van het Jaar |                                                      |
| Rookie              |                                                      |

| Positie | 1  | 2  | 3  | 4  | 5  | 6  | 7  | 8  | 9  | 10 | 11 | 12 | 13 | 14 | 15 | 16 | 17 | 18 | 19 | 20 | 21 | 22 | 23 | 24 | 25 | 26 | 27 | 28 | 29 | 30 | 31 | 32 | 33 |
| ------- | -- | -- | -- | -- | -- | -- | -- | -- | -- | -- | -- | -- | -- | -- | -- | -- | -- | -- | -- | -- | -- | -- | -- | -- | -- | -- | -- | -- | -- | -- | -- | -- | -- |
| Punten  | 50 | 40 | 35 | 32 | 30 | 28 | 26 | 24 | 22 | 20 | 19 | 18 | 17 | 16 | 15 | 14 | 13 | 12 | 11 | 10 | 9  | 8  | 7  | 6  | 5  | 4  | 3  | 3  | 3  | 3  | 3  | 3  | 3  |

1986 ·
1987 ·
1988 ·
1989 ·
1990 ·
1991 ·
1992 ·
1993 ·
1994 ·
1995 ·
1996 ·
1997 · 
1998 ·
1999 ·
2000 ·
2001 ·
2002 ·
2003 ·
2004 ·
2005 ·
2006 ·
2007 ·
2008 ·
2009 ·
2010 ·
2011 ·
2012 ·
2013 ·
2014 ·
2015 ·
2016 ·
2017 ·
2018 ·
2019 ·
2020 ·
2021 ·
2022 ·
2023 ·
2024 ·
2025

Lijst van coureurs